# Pedinogyra allani
Pedinogyra allani är en snäckart som beskrevs av Tom Iredale 1937. Pedinogyra allani ingår i släktet Pedinogyra och familjen Caryodidae. Inga underarter finns listade i Catalogue of Life.